# Lavinia Feltria della Rovere

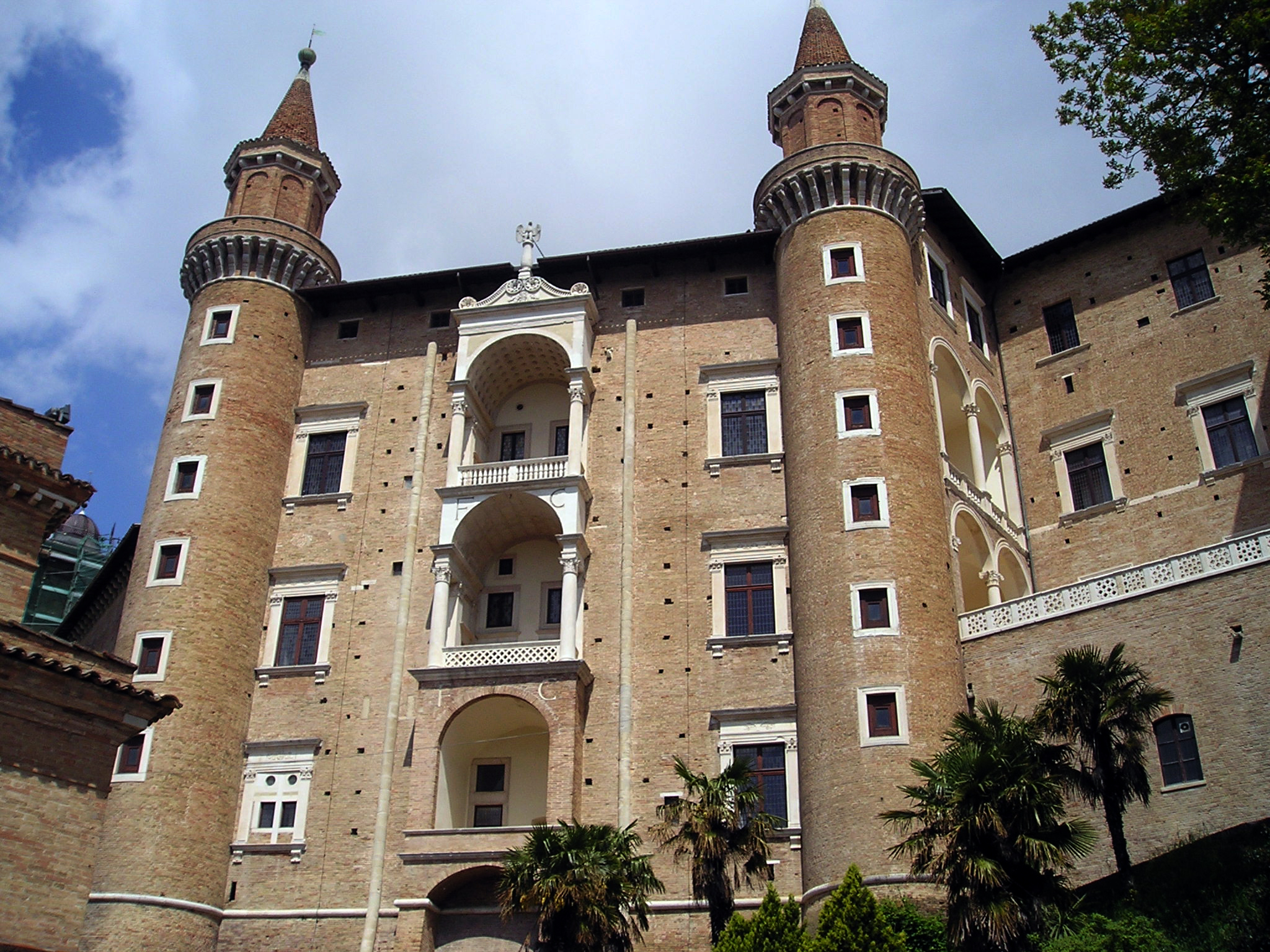
Palazzo Ducale di Urbino, facciata

Lavinia Feltria della Rovere (Pesaro, 16 gennaio 1558 – Montebello, 7 giugno 1632) fu principessa di Urbino, moglie di Alfonso Felice d'Avalos d'Aquino d'Aragona (1564-1593), principessa di Francavilla e marchesa del Vasto e Pescara.

## Origini
Lavinia appartenne alla casa della Rovere, che da umili origini nella città di Savona salì alla ribalta delle case principesche italiane. Questo grazie alla capacità speciale di due membri della famiglia in primo luogo: uno fu Francesco della Rovere (1414-1484): prima monaco poi cardinale e governò più recentemente come papa Sisto IV dal 1471 al 1484. Di lui si ricorda a Roma la Cappella Sistina e il Ponte Sisto. L'altro era suo nipote, Giuliano della Rovere (1443-1513), che regnò dal 1503 al 1513 col nome di papa Giulio II. È stato uno dei più famosi papi del Rinascimento ed è stato nominato per le sue tendenze bellicose "il papa terribile".
Lavinia nacque da Guidobaldo II della Rovere, duca di Urbino, e dalla seconda moglie Vittoria Farnese (1521-1602), principessa di Parma e Piacenza, figlia di Pier Luigi Farnese (1503-1547), quindi nipote di papa Paolo III.
Crebbe nel Palazzo Ducale di Urbino insieme ai tre fratelli, con i quali condivise una sincera amicizia, e i loro coniugi, trattati come famiglia allargata.
Morì il 7 giugno 1632 e fu sepolta inizialmente nella chiesa di Sant'Anna a Montebello, quindi traslata nella chiesa del Monastero di Santa Chiara di Urbino.

## Matrimonio e prole
Si sposò a Pesaro il 5 giugno 1583 con Alfonso Felice d'Avalos (1564–1593), 3º principe di Francavilla, 8º marchese di Pescara, 4º marchese del Vasto, Grande di Spagna.

### Figli
- Isabella d'Avalos d'Aquino d'Aragona, erede del titolo e delle proprietà di suo padre (* 26 aprile 1585 a Pesaro; † 27 settembre 1648), sposata a Fossombrone il 6 dicembre 1597 col cugino Innico III d'Avalos d'Aquino d'Aragona, nobile napoletano, documentato nel 1578; † 20 novembre 1632 a Vasto. Da questo matrimonio questi divenne principe di Francavilla, marchese di Pescara, marchese del Vasto, conte di Monteodorisio
- Caterina d'Avalos d'Aquino d'Aragona (* 16 Agosto 1586 a Urbino; † 23 maggio 1618), sposò Camillo II Gonzaga, conte di Novellara (Reggio Emilia)
- Ferrante Francesco d'Avalos d'Aquino d'Aragona (* 9 settembre 1587 a Casalmaggiore, † 20 agosto 1590)
- Maria d'Avalos d'Aquino d'Aragona, suora nel convento di Santa Caterina a Pesaro, da documenti del 1571-1632

## Ascendenza
|                                |                |                                         | Genitori                               |  |  | Nonni |  |  | Bisnonni              |  |  | Trisnonni              |  |
|                                |                |                                         |                                        |  |  |       |  |  | Giovanni della Rovere |  |  | Raffaello della Rovere |  |
|                                |                |                                         |                                        |  |  |       |  |  | Giovanni della Rovere |  |  | Raffaello della Rovere |  |
|                                |                | Teodora Manirolo                        |                                        |  |  |       |  |  | Giovanni della Rovere |  |  |                        |  |
| Francesco Maria I della Rovere |                |                                         |                                        |  |  |       |  |  | Giovanni della Rovere |  |  |                        |  |
|                                |                | Giovanna da Montefeltro                 | Federico da Montefeltro                |  |  |       |  |  |                       |  |  |                        |  |
|                                |                | Giovanna da Montefeltro                 | Federico da Montefeltro                |  |  |       |  |  |                       |  |  |                        |  |
|                                |                | Giovanna da Montefeltro                 | Battista Sforza                        |  |  |       |  |  |                       |  |  |                        |  |
| Guidobaldo II della Rovere     |                | Giovanna da Montefeltro                 |                                        |  |  |       |  |  |                       |  |  |                        |  |
|                                |                | Francesco II Gonzaga                    | Federico I Gonzaga                     |  |  |       |  |  |                       |  |  |                        |  |
|                                |                | Francesco II Gonzaga                    | Federico I Gonzaga                     |  |  |       |  |  |                       |  |  |                        |  |
|                                |                | Francesco II Gonzaga                    | Margherita di Baviera                  |  |  |       |  |  |                       |  |  |                        |  |
| Eleonora Gonzaga della Rovere  |                | Francesco II Gonzaga                    |                                        |  |  |       |  |  |                       |  |  |                        |  |
|                                |                | Isabella d'Este                         | Ercole I d'Este                        |  |  |       |  |  |                       |  |  |                        |  |
|                                |                | Isabella d'Este                         | Ercole I d'Este                        |  |  |       |  |  |                       |  |  |                        |  |
|                                |                | Isabella d'Este                         | Eleonora d'Aragona                     |  |  |       |  |  |                       |  |  |                        |  |
| Lavinia Feltria della Rovere   |                | Isabella d'Este                         |                                        |  |  |       |  |  |                       |  |  |                        |  |
|                                | Papa Paolo III | Pier Luigi Farnese, signore di Montalto |                                        |  |  |       |  |  |                       |  |  |                        |  |
|                                | Papa Paolo III | Pier Luigi Farnese, signore di Montalto |                                        |  |  |       |  |  |                       |  |  |                        |  |
|                                | Papa Paolo III | Giovanna Gaetani di Sermoneta           |                                        |  |  |       |  |  |                       |  |  |                        |  |
| Pier Luigi Farnese             | Papa Paolo III |                                         |                                        |  |  |       |  |  |                       |  |  |                        |  |
|                                |                | Silvia Ruffini                          | Rufino Ruffini                         |  |  |       |  |  |                       |  |  |                        |  |
|                                |                | Silvia Ruffini                          | Rufino Ruffini                         |  |  |       |  |  |                       |  |  |                        |  |
|                                |                | Silvia Ruffini                          | Giovannella Caetani                    |  |  |       |  |  |                       |  |  |                        |  |
| Vittoria Farnese               |                | Silvia Ruffini                          |                                        |  |  |       |  |  |                       |  |  |                        |  |
|                                |                | Conte Ludovico Orsini                   | Niccolò II Orsini, conte di Pitigliano |  |  |       |  |  |                       |  |  |                        |  |
|                                |                | Conte Ludovico Orsini                   | Niccolò II Orsini, conte di Pitigliano |  |  |       |  |  |                       |  |  |                        |  |
|                                |                | Conte Ludovico Orsini                   | Elena Conti                            |  |  |       |  |  |                       |  |  |                        |  |
| Gerolama Orsini                |                | Conte Ludovico Orsini                   |                                        |  |  |       |  |  |                       |  |  |                        |  |
|                                |                | Giulia Conti                            | Giacomo Conti                          |  |  |       |  |  |                       |  |  |                        |  |
|                                |                | Giulia Conti                            | Giacomo Conti                          |  |  |       |  |  |                       |  |  |                        |  |
|                                |                | Giulia Conti                            | Isabella Carafa                        |  |  |       |  |  |                       |  |  |                        |  |
|                                |                | Giulia Conti                            |                                        |  |  |       |  |  |                       |  |  |                        |  |